# Maximilian Friedrich
Maximilian Friedrich (* 16. März 1987 in Backnang) ist ein deutscher Politiker (Freie Wähler). Seit 2021 ist er Oberbürgermeister von Backnang. Zuvor war er von 2012 bis 2021 Bürgermeister von Berglen.

## Leben und Beruf
Maximilian Friedrich ist der Sohn von Peter E. Friedrich (1944–2018), dem ehemaligen Leiter des Amtes für Abfallbeseitigung im Rems-Murr-Kreis und Bürgermeister der Gemeinde Auenwald von 1989 bis 2005. Er stammt von Ungarndeutschen ab. Seine ersten drei Lebensjahre verbrachte Maximilian Friedrich in Backnang. Nach dem Abitur 2006 am Bildungszentrum Weissacher Tal folgte von 2006 bis 2010 das Studium des gehobenen Verwaltungsdienstes an der Hochschule für öffentliche Verwaltung und Finanzen Ludwigsburg mit dem Abschluss als Diplom-Verwaltungswirt (FH) und einem Prädikatsexamen. Die erste Anstellung vor seiner Kandidatur als Bürgermeister fand er als stellvertretender Kämmerer im benachbarten Althütte.

## Politisches Engagement
Bei den Kommunalwahlen in Baden-Württemberg 2009 wurde er im Alter von 22 Jahren als jüngstes Mitglied in den Gemeinderat seiner Heimatgemeinde Auenwald gewählt und war Mitglied in diversen Ausschüssen und Zweckverbänden, wie etwa dem Zweckverband Bildungszentrum Weissacher Tal. Unter allen damals neu in das Gremium gewählten Mitgliedern errang er die höchste Stimmenzahl.
Nachdem er bei der Bürgermeisterwahl der Gemeinde Berglen am 17. Juni 2012 die absolute Mehrheit im ersten Wahlgang um lediglich zwölf Stimmen bei insgesamt vier Kandidatinnen und Kandidaten verfehlt hatte, wurde er im darauffolgenden zweiten Wahlgang am 1. Juli 2012 mit 62,5 % der Stimmen bei einer Wahlbeteiligung von 53,49 % als Bürgermeister der Gemeinde Berglen gewählt. Zum Wahlzeitpunkt war er mit 25 Jahren und dreieinhalb Monaten der jüngste Bürgermeister Deutschlands. Er trat sein Amt am 13. September 2012 an.
Aufgrund seiner Wahl zum Bürgermeister der Gemeinde Berglen legte er seine Ämter als Gemeinderat sowie in den Ausschüssen und Zweckverbänden der Gemeinde Auenwald im September 2012 nieder.
Friedrich ist seit Oktober 2014 Kreisvorsitzender der Freien Wähler im Rems-Murr-Kreis. Er ist seit Juni 2014 Mitglied im Kreistag des Rems-Murr-Kreises und seit 1. Januar 2021 Vorsitzender der Kreistags-Fraktion der Freien Wähler.
Am 21. Juni 2020 wurde Friedrich mit 95,91 % der Stimmen bei einer Wahlbeteiligung von 50,45 % als Bürgermeister der Gemeinde Berglen wiedergewählt.
Er trat Mitte März 2021 bei der Wahl zum Oberbürgermeisterwahl in Backnang an, wurde Ende März im zweiten Wahlgang mit 81,5 Prozent gewählt und übernahm sein Amt im Juni 2021. Als Oberbürgermeister von Backnang folgte er Frank Nopper nach.

## Positionen
Im Rahmen der Debatte über kommunale Zusammenarbeit mit Stadträten sprach sich Friedrich gegenüber Medien für einen „pragmatischen“ Umgang mit der AfD aus. Es gehe um eine Entscheidung in der Sache, und wenn ein guter Vorschlag von AfD-Vertretern käme, dann könne dieser auch angenommen werden.

## Weitere Tätigkeiten
Neben seinem Amt als Oberbürgermeister hat Friedrich noch einige Ehrenämter inne:
- Aufsichtsratsvorsitzender Stadtwerke Backnang GmbH
- Aufsichtsratsvorsitzender Städtische Holding Backnang GmbH
- Kreisrat des Rems-Murr-Kreises
- Verwaltungsrat der Kreissparkasse Waiblingen
- Vorstandsmitglied der Stiftung der Kreissparkasse Waiblingen
- Stellvertretendes Aufsichtsratsmitglied, Rems-Murr-Kliniken gGmbH
- Stellvertretendes Mitglied des Zweckverbands Breitbandausbau Rems-Murr-Kreis
- Mitglied des Verwaltungsrates des Zweckverbands Neckar-Elektrizitätsverband (NEV), Stuttgart
- Vorsitzender des Stiftungsrats der Bürgerstiftung Backnang
- Erster stellvertretender Vorsitzender des Stadtmarketings Backnang e. V.
- Verbandsvorsitzender Zweckverband Industrie- und Gewerbegebiet Lerchenäcker

## Privates
Maximilian Friedrich ist seit seiner Kindheit begeisterter Tischtennisspieler. Außerdem ist er Mitglied der Bürgermeister-Fußball-Elf im Rems-Murr-Kreis und fährt, überwiegend im Montafon, Ski alpin.
Friedrich ist verheiratet und hat drei Kinder.